# GSC3730-1558
GSC3730-1558 — хімічно пекулярна зоря спектрального класу A2, що має видиму зоряну величину в смузі V приблизно 10,3.